# Betzdorf (Allemagne)
Pour les articles homonymes, voir Betzdorf.
Betzdorf est une municipalité allemande située dans le Land de Rhénanie-Palatinat et l’arrondissement d'Altenkirchen (Westerwald).

## Jumelages
- Denizli (ville) (Turquie)
- Decize (France)